# 有本香
有本 香（ありもと かおり、1962年〈昭和37年〉8月3日 - ）は、日本のジャーナリスト、編集プロダクション代表。日本保守党事務総長。近年は特に中国に関する諸問題、チベット問題、インド等での取材に注力している。

## 来歴
奈良県奈良市生まれ。小学校入学前からは静岡県の伊豆（現在の沼津市戸田）で育つ。静岡県立三島北高等学校出身。1987年3月、東京外国語大学（インド・パーキスターン語学科・ヒンディー語専攻）卒業。旅行雑誌の編集長を10年、上場企業の広報担当を3年経験したのち独立、編集プロダクション（有限会社ウィンウィン ）を設立。編集・企画プロダクション経営の傍ら、チベット問題、中国、インドの社会問題、国際関係、日本国内の政治等のテーマを中心に取材し執筆活動を行っている。
2023年6月、百田尚樹とともに「保守新党結党宣言」を行い、9月13日に新党の名前を日本保守党とすることを公表、同年10月17日に正式結党予定とした。当日の結成記者会見では、自身は事務総長に、百田が代表に、減税日本の河村たかしを共同代表、減税日本副代表の広沢一郎を事務局次長にすることとともに、政治団体減税日本との特別友党関係を締結したことを発表した。2024年10月27日投開票の第50回衆議院議員総選挙に日本保守党から比例東京ブロック単独1位で立候補したが、日本保守党は同ブロックで議席を確保できず落選した。
2025年6月10日、日本保守党は同年夏の第27回参議院議員通常選挙比例代表に有本を擁立すると発表した。同年7月20日投開票の結果、107,026票を獲得したものの党内3位となり、日本保守党の獲得議席が2議席であったため落選した。

## 主な役職
- 2011年12月19日から2012年3月21日まで、国土交通省海洋政策懇談会[2]及び航空政策懇談会[18]の委員。

- 2012年10月17日から2014年9月21日まで内閣府死因究明等推進会議の委員[19]。

## 発言・騒動

### 津田大介に対する名誉毀損
2019年の「あいちトリエンナーレ2019」で開催された「表現の不自由展」をめぐり、芸術監督を務めたジャーナリストの津田大介について有本は夕刊紙のコラムで補助金詐欺の疑いがあると主張し、Twitterにも投稿した。津田は名誉を傷つけられたとして、有本に300万円の損害賠償を求める民事訴訟を起こした。2023年10月18日に東京地裁は有本が「何ら調査せず、客観的な根拠や裏付けがないのに補助金詐欺の疑いと断じた。真実と認められない」として有本に30万円の支払いを命じる判決を出した。

### 愛知県知事リコール署名偽造事件
2020年6月2日、河村たかしと高須克弥の発案により政治団体「お辞め下さい大村秀章愛知県知事 愛知100万人リコールの会」（通称「愛知100万人リコールの会」）が設立され、高須が代表に就いた。設立発表の記者会見には高須のほか有本、百田尚樹、竹田恒泰、武田邦彦らが出席し、それぞれがリコールの意義を訴えた。
不正署名発覚後、有本は「（逮捕された田中を指して）この男のやったこと、我々への嘘と背信に厳しい処分が下ることを望む」と述べた。
（詳細は愛知県知事リコール署名偽造事件を参照）

### 新型コロナウイルス感染症関連
2020年3月31日、新型コロナウイルス感染症の流行中に、有本と百田尚樹は共に安倍晋三首相（当時）と首相公邸で会食して話題になった。この会食以前にも、有本と百田は安倍主催の「桜を見る会」にも何度か招待されて参加していた。安倍が第1回の非常事態宣言を発令したのは、この会食から1週間後の2020年4月7日のことだった。

### 日本記者クラブおよび産経新聞に対するデマ発言
2021年9月19日、有本はツイッターに『昨日、不公平極まる候補者討論会を主催した日本記者クラブは、「日本で唯一のナショナル・プレスクラブ」と称して公益社団法人の認定を受け、大メディアが会員加盟していますが、産経新聞は入っていません。』とデマを投稿した。
実際には、2021年9月19日時点で産経新聞は日本記者クラブに加盟しており、産経新聞社の執行役員（論説・正論担当）論説委員長の乾正人が日本記者クラブの理事と会報委員長を務めていた。
同日、『まさか…と思ったので、ググってみたら、入っている様です。有本さんが、「入っていない」とツイートしたのは、どういう意味なのだろう?』という第三者のツイートを引用した上で、有本は『わかりにくくてごめんなさい。産経新聞はいつも質問側に入れず、理事長も出ておらず（毎日からも出ているのに）、「会報担当」という非主流扱いです』と述べた。
実際には、産経新聞は日本記者クラブの法人会員であり、最高議決機関である総会の議決権を有しており、有本の言うような「質問側に入れず」ということはなかった。

### ホンダ（本田技研工業）に対するデマ発言
有本はインターネット番組「百田尚樹・有本香のニュース生放送　あさ8時！」で、ホンダについて「中国によってブランドを乗っ取られたって例なんですよ」と述べた。実際には、2022年の世界の二輪車販売台数で、ホンダは首位を占めており中国によってブランドを乗っ取られたということもなく、SNSで炎上状態となった。有本は2023年12月1日にYouTubeの配信を通じて「表現が不適切だった」「ここで深くお詫び申し上げます。失礼いたしました」と謝罪した。

## 出演番組

### 現在

#### ラジオ
レギュラー
- 飯田浩司のOK! Cozy up!（ニッポン放送） - 2018年4月3日 -  [注 1]

### 過去出演番組

#### テレビ
- FNNスーパーニュースアンカー（関西テレビ） - 2012年10月9日 - 2015年3月24日[注 2][注 3][39][40]
- ビートたけしのTVタックル（テレビ朝日） - 2010年5月3日(VTR出演)、2013年9月9日、2017年1月29日、4月23日、6月18日
- たかじんNOマネーBLACK（テレビ大阪） - 2014年7月12日、8月30日、10月25日、12月20日、2015年1月17日、1月24日、3月7日、3月14日、3月28日、4月25日
- そこまで言って委員会NP（読売テレビ） - 2015年7月5日
- かんさい情報ネットten.（読売テレビ） - 2015年10月14日、2016年2月25日
- 直撃LIVE グッディ!（フジテレビ） - 2015年11月11日(VTR出演)[注 4][41]
- 報道プライムサンデー（フジテレビ） - 2018年4月8日、4月22日、5月13日、6月3日、10日、17日、7月22日
- 真相深入り!虎ノ門ニュース（DHCテレビ）[注 5]

不定期
- バイキング（フジテレビ） - 2016年11月11日、2016年12月9日、2016年12月23日、2017年1月13日、2月3日、3月3日、4月7日
- 教えて!ニュースライブ 正義のミカタ（朝日放送テレビ） - 2017年6月17日、2018年7月7日、21日
- 昼間っから激論バラエティ 胸いっぱいサミット!（関西テレビ）- 2018年6月23日
- ニュース女子（DHCシアター） - 2016年10月7日、2017年1月20日、2018年1月15日
- 放言BARリークス〜酒と政治とおカネと女〜（DHCテレビ） - 2017年1月21日、28日、6月17日、2018年6月18日、25日

#### インターネット映像配信
- 未来のミカタ（日本文化チャンネル桜） - 2015年10月1日- 2016年4月15日
- みのもんたのよるバズ!（AbemaNews） - 2017年7月29日、8月5日、2018年3月31日
- AbemaPrime（AbemaNews） - 2017年9月12日、10月9日、11月7日

#### ラジオ
- ザ・ボイス そこまで言うか!（ニッポン放送） - 2016年8月2日 - 2018年3月29日[注 6]、2014年3月26日、5月7日、5月29日、8月14日[注 7]、8月27日、10月29日、12月3日、2015年2月18日、3月11日、6月10日、7月29日
- Jam the WORLD（J-WAVE） - 2014年5月1日、12月4日（電話出演）
- 桂春蝶のバタフライエフェクト（ラジオ関西） - 2014年8月5日、12月9日
- 武田和歌子のぴたっと。（ABCラジオ） - 2016年1月8、15、22、29日（ぴたっとーく）
- 生島ヒロシのおはよう一直線（TBSラジオ） - 2017年5月25日（電話出演）

## 著書

### 単著
- 『中国茶 香りの万華鏡』小学館、2003年3月1日。ISBN 978-4-094182712。
- 『中国茶・台湾茶 - お茶の愉楽』池田書店、2003年12月。ISBN 978-4262128504。
- 『シンガポール美的亜細亜食堂（ダイニング）』小学館、2005年6月1日。ISBN 978-4-093875752。
- 『こころとカラダにおいしい茶葉料理76』インフォレスト、2007年5月。ISBN 978-4898146965。
- 『中国はチベットからパンダを盗んだ』講談社、2008年9月19日。ISBN 978-4-062725231。
- 『なぜ、中国は「毒食」を作り続けるのか』祥伝社、2009年1月30日。ISBN 978-4-396111441。
- 『中国の「日本買収」計画』ワック・マガジンズ、2011年3月22日。ISBN 978-4-898316412。
- 『「小池劇場」が日本を滅ぼす』幻冬舎、2017年6月9日。ISBN 978-4344031289。
- 『「小池劇場」の真実』幻冬舎、2017年11月15日。ISBN 978-4344426894。

### 共著
- 石平『バブル崩壊で死ぬか、インフレで死ぬか』ワック、2010年9月1日。ISBN 978-4-898316344。
- 小林よしのり『はじめての支那論 - 中華思想の正体と日本の覚悟』幻冬舎、2011年7月27日。ISBN 978-4-344982253。
- 石平『リベラルの中国認識が日本を滅ぼす 日中関係とプロパガンダ』産経新聞出版、2015年10月30日。ISBN 978-4-81911-272-7。
- 百田尚樹 『「日本国紀」の副読本 学校が教えない日本史』 産経新聞出版、2018年12月28日。ISBN 978-4-8191-1355-7
- 百田尚樹 『「日本国紀」の天皇論』 産経新聞出版、2019年10月15日。ISBN 978-4-8191-1374-8

### 訳書
- チベット亡命政府情報国際関係省『中国歴史偽造帝国 – チベットから60の反証』 祥伝社、2010年5月。ISBN 978-4-396-62055-4

## 選挙歴
| 当落 | 選挙                     | 執行日         | 年齢 | 選挙区           | 政党       | 得票数     | 得票率 | 定数 | 得票順位 /候補者数 | 政党内比例順位 /政党当選者数 |
| ---- | ------------------------ | -------------- | ---- | ---------------- | ---------- | ---------- | ------ | ---- | ------------------ | ---------------------------- |
| 落   | 第50回衆議院議員総選挙   | 2024年10月27日 | 62   | 比例東京ブロック | 日本保守党 | ーー票     | ーー   | 19   | /                  | 1/0                          |
| 落   | 第27回参議院議員通常選挙 | 2025年07月20日 | 62   | 参議院比例区     | 日本保守党 | 10万7026票 | ーー   | 50   | /                  | 3/2                          |